# Trzebinia Siersza
Trzebinia Siersza – stacja techniczna na trzebińskim osiedlu Siersza, w województwie małopolskim, w Polsce; znajduje się przy ul. Kopalnianej, usytuowana jest na kilometrze 5,582 linii kolejowej nr 114, między Elektrownią Sierszą a stacją Trzebinia. Na stacji prowadzony jest obecnie ruch pociągów towarowych (w przeszłości również pasażerski).

## Historia
W 1998 roku zawieszono ruch pasażerski. W 2009 roku na stacji wymieniono tory i podkłady. 
W 2023 roku przez stację przejechał pociąg specjalny zorganizowany przez Turystykę Kolejową Turkol.pl "Śnieżyca" relacji Trzebinia - Trzebinia Siersza - Oświęcim - Cieszyn, natomiast w 2025 roku pociąg "Karlik" relacji Katowice - Trzebinia Siersza - Katowice. Oba pociągi zostały uruchomione z lokomotywą EP05-23.